# Caprica
Caprica é uma série de televisão cujo primeiro episódio foi ao ar nos Estados Unidos em 21 de abril de 2009 e é descrita como "a primeira saga de ficção científica da televisão", baseada no universo ficcional de Battlestar Galactica, 58 anos antes da história narrada na nova série de 2004.
Conta a história das Doze Colônias do Homem quando viviam em paz, em uma sociedade não muito diferente da nossa. Mas a alta tecnologia e o avanço na robótica trouxeram à tona o velho sonho humano de combinar inteligência artificial e corpos mecânicos para criar os primeiros robôs vivos - os cylons. A série vai girar em torno de duas famílias: os Adama (a família de William Adama, que um dia se tornará o comandante da Battlestar Galactica) e os Graystone. Caprica mistura aventura, intriga empresarial, futuro hipertecnológico e política nesta saga de ficção científica.
O episódio piloto da série foi liberado exclusivamente em DVD e download, a série foi transmitida pelo canal estadunidense Sci Fi Channel. A NBC desenvolveu o programa em conjunto com os produtores executivos de Battlestar Galactica - Ronald D. Moore e David Eick - e o roteirista de 24 (24 Horas) Remi Aubuchon, que escreveu o episódio-piloto da série. Por conta da baixa audiência que a série teve, Caprica foi cancelada após 19 episódios.
As histórias de Caprica, foram feitas com o propósito de ter foco nos dramas de relacionamento. "A velha história do homem rico e homem pobre vai atingir a nave espacial e seu meio", afirmou o produtor executivo e roteirista, Remi Aubuchon, que criou o longa com o já veterano do universo BSG, Ronald D. Moore.
O visual é nostálgico, uma coisa meio anos 50, com homens de chapéu, ternos estilosos. Não é só tecnologia e guerras estelares. Caprica é estrelado por Eric Stoltz como Daniel Graystone, uma espécie de Bill Gates com capacidades inventivas muito mais desenvolvidas. Esai Morales será um imigrante formado em direito, um advogado chamado Joseph Adama (o pai de William, de BSG), vindo do planeta Tauron.
“Eles são aproximados por um evento em comum: suas filhas foram assassinadas em um ataque terrorista envolvendo uma bomba,” disse Aubuchon. Mas a coisa muda quando Graystone traz a tona suas idéias relacionadas à robótica, que acabam tendo relação com os ancestrais dos cylons.
Observação
- Caprica é também o nome do planeta capital das Doze Colônias do Homem (e é o local onde boa parte do seriado se passa).

## Sumário da Série
(EPISÓDIO 01 - 09)
A primeira (e única) temporada da série, se divide em duas vertentes, uma encabeçada por Zoe, filha de Daniel Graystone, e a outra encabeçada por Tamara, filha de Joseph Adama. O seriado inicia com um ataque terrorista promovido pelo grupo religioso Soldados do Uno, que prega a existência de um só Deus, em contraposição aos muitos deuses das colônias (os mesmos da Grécia antiga). Zoe morre no atentado, mas logo se fica sabendo que ela havia criado um avatar de si mesma, uma cópia sua no mundo virtual comercializado por seu pai, uma espécie de Matrix disponível para todos como se fosse um videogame. Essa entidade virtual foi criada pelo prodigioso intelecto da jovem Zoe, que se utilizou de um algoritmo cujos parâmetros são registros escritos dela própria (como carteira de identidade e ficha médica) para reproduzir sua personalidade.
Esse mesmo algoritmo foi usado por Daniel para reproduzir a personalidade da filha de Adama, Tamara, também morta no incidente, porém o avatar não sabe que é uma entidade virtual e acredita por um bom tempo que é a Tamara original. Adama descobre que o avatar se refugiou em uma seção do mundo virtual chamada New Caprica City, uma versão da cidade real em clima de Chicago dos anos 30, sem leis e controlada por criminosos. Embora saiba que não é sua filha de fato, Adama vai atrás dela de modo obstinado.
Na outra vertente, Daniel aperfeiçoa o protótipo do primeiro cylon, mas se vê obrigado a roubar um chip de seu concorrente para fazer o androide funcionar. Isso desencadeia dois eventos: o avatar de Zoe se embute no chip para poder se mover no mundo real e o concorrente de Adama, do planeta Tauron, jura vingar as mortes causadas no assalto em que o chip foi roubado.
As duas famílias estão ligadas, dessa forma, não só pelo avatar de Tamara, mas também porque Daniel contratou o serviço de Adama e seu irmão, que vieram de Tauron e são mafiosos em Caprica, para roubar o chip. O pano de fundo é o fanatismo religioso dos Soldados do Uno, grupo de que Zoe fazia parte e que deseja o algoritmo dos avatares para recriar pessoas mortas no mundo virtual e trazer à humanidade uma perspectiva concreta de imortalidade.
Zoe foge do laboratório de seu pai e tenta chegar a Gemenon para cumprir uma missão que a verdadeira Zoe não tinha concretizado a serviço do grupo fanático. Tamara mata seu pai no mundo virtual, o que o impede de retornar a essa realidade no futuro; ela lhe diz que não deseja mais ser contatada e deixa Adama inconsolável, pois ele não consegue superar a morte da filha. Os membros dos Soldados do Uno brigam entre si pelo poder.

(EPISÓDIO 10 - 19)
Zoe consegue se transferir do corpo robótico para o mundo virtual e se encontra com Tamara, que é um avatar como ela e possui poderes especiais nessa realidade alternativa. Elas entram em conflito a princípio, mas depois se unem para encontrar um propósito para suas existências. Enquanto isso, Daniel procura o avatar de sua filha, convencido de que ele não foi destruído junto com o primeiro cylon.
O SDU está em conflito interno e Clarice consegue aniquilar a célula de Barnabé, além de convencer a matriarca da organização religiosa a encampar um plano ousado. Ela pretende criar avatares dos membros da seita que se sacrificarem em atentados terroristas e colocá-los no mundo virtual, criando dessa forma uma nova e concreta esperança de imortalidade: as pessoas morrem, mas suas cópias continuam a existir para sempre numa realidade virtual.
Para isso, Clarice planeja uma grande demonstração de força do SDU, destruindo um estádio de esportes completamente lotado com milhares de pessoas. Vários membros se infiltrarão com bombas presas ao corpo e se explodirão, em seguida seus avatares serão carregados no mundo virtual e ganharão dessa forma a eternidade. Ela cria tais avatares com o algoritmo de Zoe.
Amanda sobrevive à tentativa de suicídio e ajuda um agente da polícia de Caprica a espionar Clarice para desbaratar a seita religiosa. Entretanto, ela corre sério risco porque um dos líderes do SDU é o chefe de polícia, que tenta a todo custo descobrir quem é o espião infiltrado. Amanda rouba de Clarice o projeto do estádio e consegue mostrá-lo a Daniel.
Lacey é salva por Clarice do extermínio da sua célula terrorista e é enviada a Gemenon, o planeta-sede do SDU, onde ela será treinada pelo grupo diretamente ligado à matriarca, chamada Mãe Abençoada. Os irmãos Adama, representando seu grupo mafioso, fazem um acordo com Daniel para salvar sua empresa da falência e secretamente mandam cylons para Tauron, seu planeta-natal, com o propósito de ajudar os guerrilheiros do planeta. Entretanto, o líder da máfia descobre o plano e manda matá-los.
Em Gemenon, o SDU também recebe cylons para combate, mas por meio de uma associação formal com Daniel e a máfia de Caprica. Lacey descobre que os robôs a obedecem porque foram criados com cópias da mente de sua amiga, Zoe. Ao se rebelar contra o SDU, ela utiliza os robõs para tomar o poder e se torna a nova Mãe Abençoada.
O desfecho da temporada acontece no estádio do atentado. Daniel e Amanda são perseguidos pelo SDU, mas conseguem entrar no estádio a tempo de evitar a tragédia. Daniel comanda seus cylons para matar os terroristas antes que eles se expludam e com isso se torna herói de Caprica, ao mesmo tempo em que os cylons são aceitos pela sociedade não só como soldados protetores, mas em diversas outras funções.
Clarice falha, portanto, no seu intento de obter uma vida eterna para a humanidade, mas logo inicia outro plano: ela converte os cylons ao monoteísmo e os incita a uma revolução contra os humanos politeístas que os tratam como máquinas sem dignidade. Ao mesmo tempo, Zoe sai do mundo virtual para a realidade graças a um corpo robótico de feições completamente humanas que Daniel e Amanda criam em seu laboratório. Joseph Adama perde seu filho Willie ao se defender da máfia que se voltou contra ele, mas vira o jogo e mata o líder da organização.

## Curiosidade
A primeira (e única) temporada de Caprica, é formada por 19 episódios, mas, originalmente deveria ter apenas 9. Após esses 9 episódios estarem finalizados, um pouco antes de todos terem sido exibidos na TV, encomendaram mais 9 episódios para serem produzidos, no entanto, de ultima hora, foi decidido que esse pacote de 9 episódios, que seria então, a segunda temporada da série, não representaria uma nova temporada de Caprica. Por algum motivo, a emissora responsável decidiu aumentar a primeira temporada, do que dar a série mais uma temporada.